# Football League Fourth Division 1967/1968
Football League Fourth Division 1967/68 byla 69. kompletním ročníkem 4. nejvyšší anglické fotbalové soutěže.
Vítězem se stal a postup si zajistil tým Luton Town FC. Dalšími postupujícími byly týmy na druhém až čtvrtém místě Barnsley FC, Hartlepool United FC a Crewe Alexandra FC. Ze soutěže nikdo nesestupoval, týmy na posledních čtyřech místech byly znovuzvoleny. Stejně tak byl znovuzvolen tým Port Vale FC, který musel o znovuzvolení žádat vzhledem k finančním problémům.

## Konečná tabulka
- Z = odehrané zápasy; V = výhry; R = remízy; P = prohry; GD = dané goly; GI = inkasované goly; Bod = počet bodů
- postup = postup do Football League Third Division 1968/69
- znovuzvolení = znovuzvolení do Football League Fourth Division 1968/69,